# Moesiloculina
Moesiloculina es un género de foraminífero bentónico de la subfamilia Hauerininae, de la familia Hauerinidae, de la superfamilia Milioloidea, del suborden Miliolina y del orden Miliolida. Su especie tipo es Quinqueloculina danubiana. Su rango cronoestratigráfico abarca desde el Barremiense hasta el Aptiense inferior (Cretácico inferior).

## Discusión
Clasificaciones más recientes han incluido Moesiloculina en la subfamilia Labalinininae de la familia Quinqueloculinidae.

## Clasificación
Moesiloculina incluye a las siguientes especies:
- Moesiloculina angulare †
- Moesiloculina danubiana †
- Moesiloculina deformata †